# Rhynchogadus hepaticus
Rhynchogadus hepaticus är en fiskart som först beskrevs av Facciolà, 1884.  Rhynchogadus hepaticus ingår i släktet Rhynchogadus och familjen Moridae. IUCN kategoriserar arten globalt som otillräckligt studerad. Inga underarter finns listade i Catalogue of Life.